# Leopold Felix z Thun-Hohensteinu
Leopold Felix hrabě z Thun-Hohensteinu (německy Leopold Felix Graf von Thun und Hohenstein, 15. listopadu 1797 Praha – 10. dubna 1877 tamtéž) byl český šlechtic, státní úředník, politik a velkostatkář z hraběcího rodu Thun-Hohensteinů. Působil ve státních službách a v letech 1846–1848 byl nejvyšším sudím Českého království. Později byl poslancem českého zemského sněmu a nakonec byl povolán do rakouské panské sněmovny. V Čechách vlastnil velkostatky Benátky nad Jizerou a Poběžovice. Proslul mimo jiné jako kulturní mecenáš, v jeho rodině jako učitel hudby působil několik let Bedřich Smetana.

## Životopis

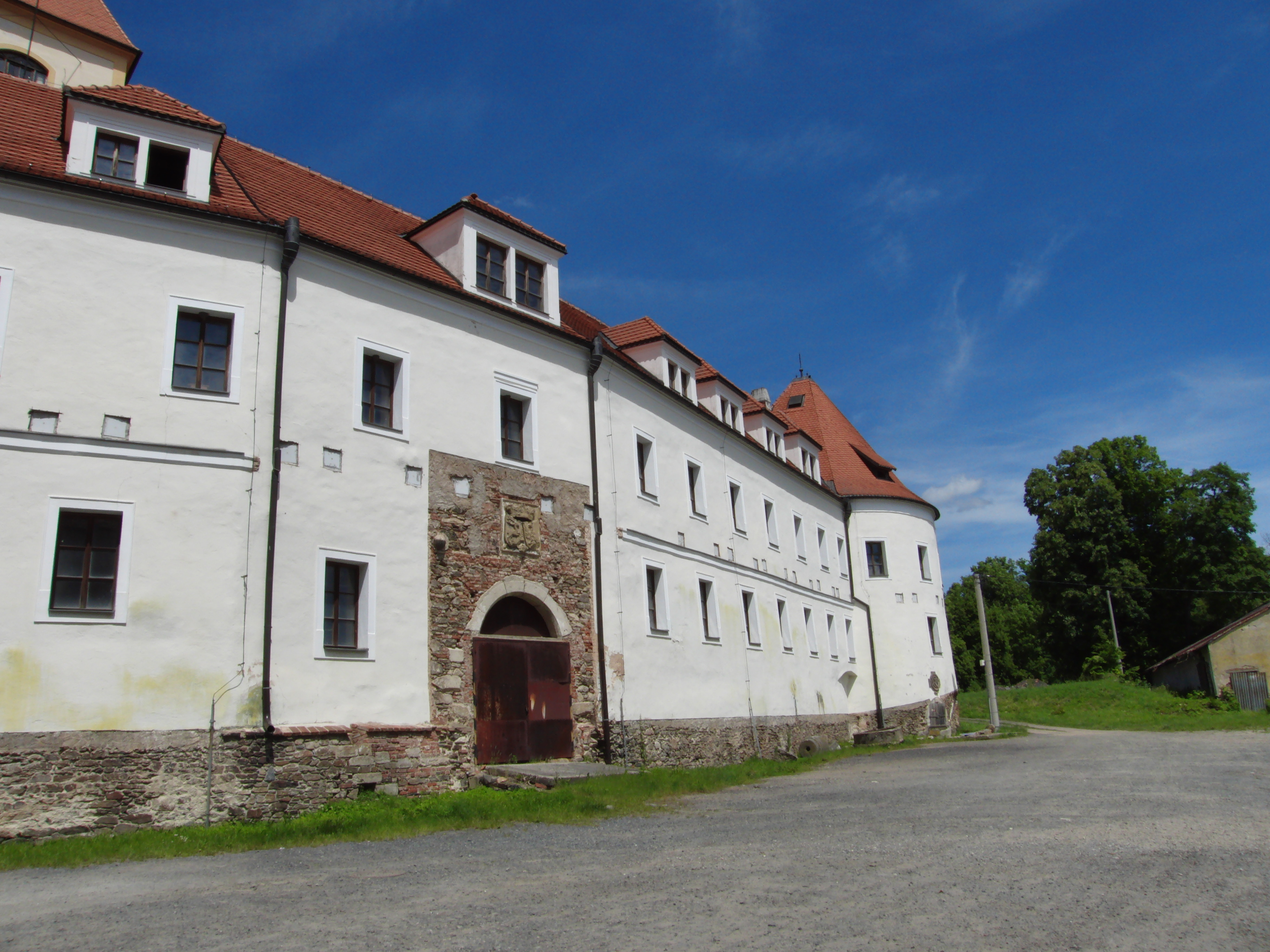
Zámek Poběžovice, majetek Leopolda Thun-Hohensteina 1840–1864

Leopold Leonard Raimund Joseph Jan Nepomuk Felix Antonín hrabě z Thunu a Hohensteinu (německy Leopold Leonhard Raimund Joseph Johann Nepomuk Felix Anton Graf von Thun und Hohenstein) se narodil v Praze jako starší syn hraběte Antonína Josefa z Thun-Hohensteinu (1754–1840) a jeho manželky Marie Terezie, rozené hraběnky Vratislavové z Mitrovic (1766–1851). Náležel k rodové větvi ze šlechtického rodu Thun-Hohensteinů označované později jako benátecká, respektive poběžovická.
Leopoldovým kmotrem byl strýc, kníže-biskup pasovský Leopold Leonard z Thun-Hohensteinu (1748–1826). Leopold studoval práva a od mládí působil ve státních službách, byl krajským komisařem v Litoměřicích a později guberniálním radou v Praze. V roce 1829 státní služby opustil, ale v letech 1846–1848 byl nejvyšším sudím Českého království. Později byl poslancem českého zemského sněmu (1861–1866 a 1868–1870). V roce 1869 byl jmenován doživotním členem rakouské panské sněmovny, byl též c.k. tajným radou a komořím.

## Majetkové a rodinné poměry

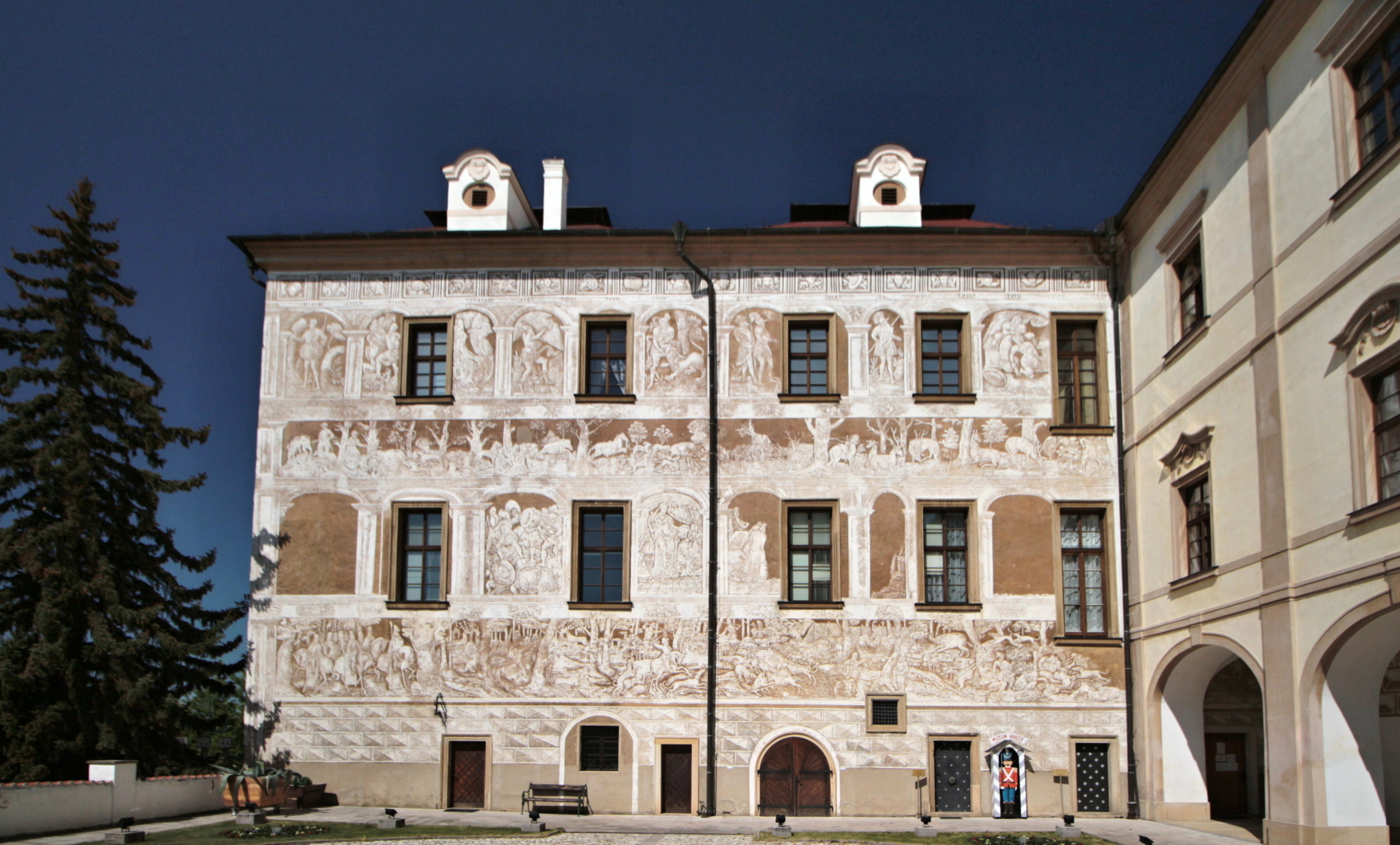
Zámek Benátky nad Jizerou, hlavní sídlo rodiny Leopolda Thun-Hohensteina

Po otci zdědil panství Poběžovice v západních Čechách zakoupené v roce 1805. Poběžovický zámek byl příležitostným rodinným sídlem a Leopold Thun nechal upravit zámeckou zahradu na anglický park. V roce 1843 přikoupil sousední panství Pivoň. Celý spojený velkostatek Poběžovice-Pivoň prodal v roce 1864 za necelý milión zlatých rodině Coudenhove. Ještě před převzetím otcovského dědictví žil trvale na zámku v Benátkách nad Jizerou, které bylo dědictvím jeho dvou manželek. Finance získané prodejem Poběžovic umožnily ve druhé polovině 19. století nákladné úpravy zámku v Benátkách, které se dotkly vnější podoby i interiérů. V Benátkách nad Jizerou a v Poběžovicích působil v letech 1844–1848 u dětí Leopolda Thuna jako domácí učitel hudby Bedřich Smetana. Smetana se také podílel na realizaci divadelních představení v obnoveném zámeckém divadle v Benátkách nad Jizerou.
Leopold Thun byl dvakrát ženatý. Poprvé se oženil v Praze v roce 1825 s baronkou Josefínou Mladotovou ze Solopisk (1804–1827), která však záhy zemřela. Dva roky po ovdovění se oženil s její mladší sestrou Alžbětou Mladotovou ze Solopisk (1805–1876), která byla později c.k. palácovou dámou a dámou Řádu hvězdového kříže. Nejstarší ze sester Mladotových Marie Josefa (1803–1860) byla manželkou Leopoldova mladšího předčasně zemřelého bratra Jana Arnošta Thun-Hohensteina (1799–1827). Sestry Mladotovy zdědily v roce 1816 po spřízněné vymřelé rodině Příchovských z Příchovic panství Benátky nad Jizerou. Benátecký zámek se stal trvalým sídlem rodiny Leopolda Thuna a narodila se zde většina jeho dětí. Z obou manželství Leopolda Thuna pocházelo osm dětí. Synové Hugo Felix (1826–1887), Felix Leopold (1833–1855) a Antonín Vincenc (1834–1888) sloužili v armádě, čtvrtý syn Ladislav Rudolf (1835–1887) byl poslancem českého zemského sněmu a členem rakouské panské sněmovny. Nejmladší syn Leopold Bohumil (1842–1898) získal sňatkem s hraběnkou Kristinou Valdštejnovou pro své potomstvo velkostatek Liblice. Z dcer se nejstarší Marie Felicitas (1831–1910) provdala za barona Jana Lexu z Aehrenthalu (1817–1898), další dcera Alžběta Felicitas (1831–1910) byla manželkou hraběte Albrechta z Kounic (1829–1897). Nejmladší dcera Terezie Felicitas (1837–1908) se provdala do rodu Nosticů a byla nejvyšší hofmistryní korunní princezny Štěpánky.
Švagry Leopolda Thuna byli mimo jiné c.k. polní podmaršál hrabě Karel Kinský (1766–1831) a hrabě Kristián z Valdštejna (1796–1858).